# Jiidesh İdirisova
Jiidesh İdirisova, en kirghize : Жийдеш Идирисова, née le 19 janvier 1985 à Naryn, est une chanteuse kirghize.

## Biographie
Sa mère est musicienne et ne voulait pas que sa fille suive une carrière musicale. Chanteuse depuis l'enfance, la carrière d'İdirisova commence lorsqu'elle est acceptée comme membre du groupe Kerben. Plus tard, elle est membre du groupe Artek pendant plus de six ans, avant de commencer sa carrière solo en 2014. En 2014, İdirisova tient un rôle dans le film Bolshevik ljudi: Zjol Inclusive. İdirisova est membre de l'équipe kirghize KVN "Asia MIX".
Elle remporte la finale du Kirghizistan pour le Concours Türkvizyon de la chanson en 2015 avec la chanson pop Kim bilet, composée par Kyyalbek Urmanbetov, contre sept autres participants. Elle remporte ensuite le concours international en décembre de la même année, les juges lui attribuent 194 points. C'est la première fois que le Kirghizistan remporte ce concours.
En août 2016, elle apparaît dans une vidéo promotionnelle pour les Jeux mondiaux nomades 2016, qui se tiennent au Kirghizistan. En 2018, elle participe au Star of Asia Song Festival à Almaty avec la chanson Narinai. Depuis septembre 2018, elle est membre du jury de l'émission télévisée Asman.
İdirisova est en couple avec le chanteur-producteur Andrei Dugay depuis 2010, ils se marient en 2016 et ont deux filles.

## Source de la traduction
- (en) Cet article est partiellement ou en totalité issu de l’article de Wikipédia en anglais intitulé « Jiidesh İdirisova » (voir la liste des auteurs).